# Molophilus longifurcatus
Molophilus longifurcatus är en tvåvingeart som beskrevs av Günther Theischinger 1988. Molophilus longifurcatus ingår i släktet Molophilus och familjen småharkrankar. Inga underarter finns listade i Catalogue of Life.